# Nürnberg–Regensburg-vasútvonal

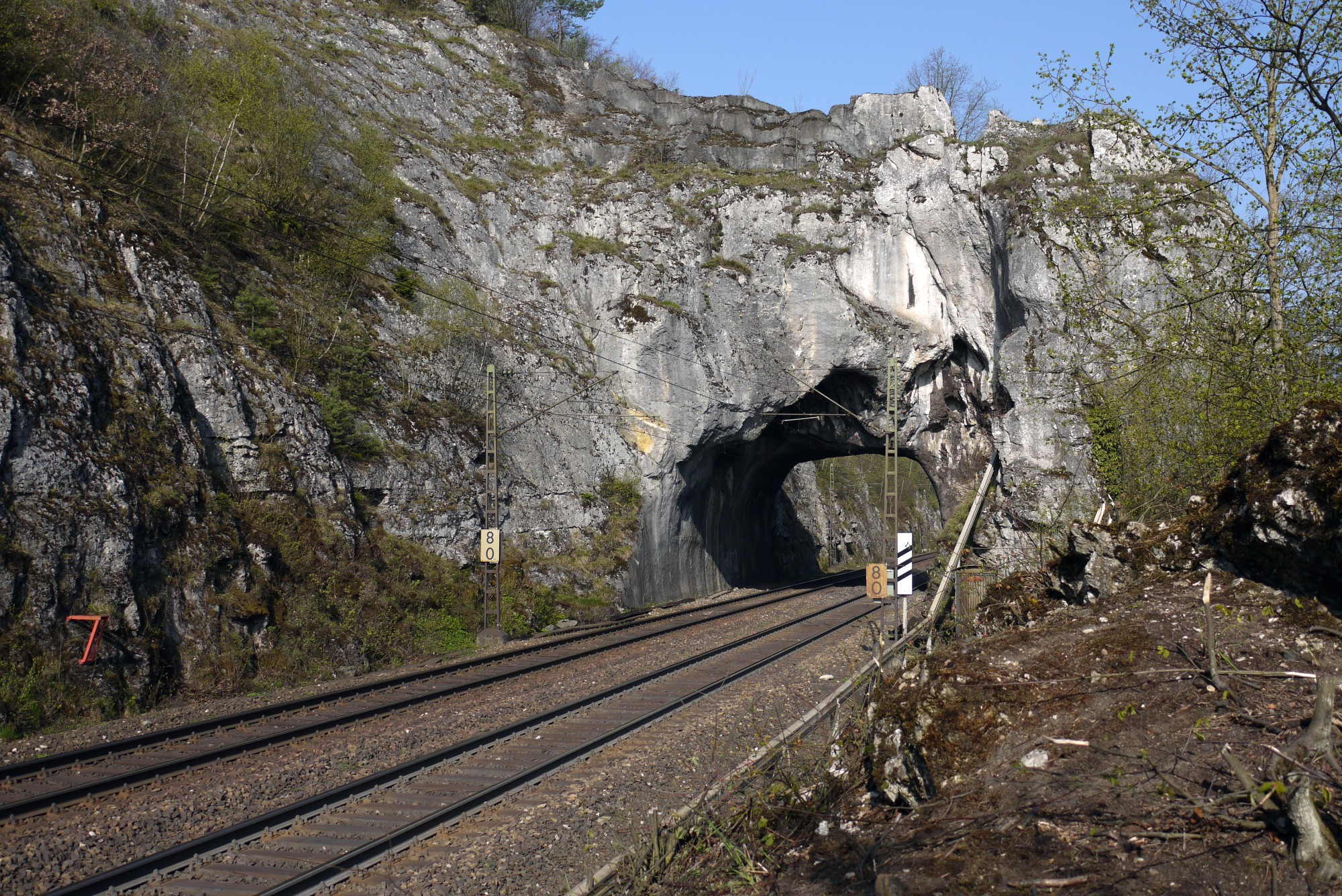
Alagút a vonalon

A Nürnberg–Regensburg-vasútvonal egy normál nyomtávolságú, kétvágányú 15 kV, 16,7 Hz-cel villamosított vasútvonal Németországban Nürnberg és Regensburg között. A vasútvonal hossza 100,6 km, engedélyezett sebesség 200 km/h. A vasútvonalat a AG der Bayerischen Ostbahnen építette, a teljes vonal 1873. július 1-jéig lett kész.